# Palača Omajadov, Aman
Palača Omajadov je velik palačni kompleks iz obdobja Omajadov, ki stoji v Amanski citadeli (Jabal al-Qal'a) v Amanu v Jordaniji.
Zgrajena v prvi polovici 8. stoletja, je danes v veliki meri porušena, z obnovljeno kupolasto vhodno komoro, znano kot 'kiosk' ali 'monumentalna vrata'.
Palačni kompleks je bil zgrajen nad ostanki rimske gradnje, ki so ga raznesli in izkoristili Omajadi za različne namene. Kompleks je bil verjetno zgrajen v času vladavine omajadskega kalifa Hišama med letoma 724 in 743 n. št. in je bil uporabljen kot upravno središče in rezidenca guvernerja.
Palača se razlikuje po tlorisu in arhitekturi od preostalih puščavskih palač v Jordaniji. Sestavljena je iz treh glavnih elementov: 
- odprt prostor za zbiranje ljudi z velikim vodnjakom (premera 17,5 m in globino 5 m) s stebrom v središču za merjenje vodostaja; dovajal je vodo v kopeli, stranišča in druga območja naselja.
- dobro ohranjeno in urejeno sprejemno dvorano (24 x 26 m), zgrajeno na temeljih bizantinske cerkve, ki je zgradbi dala svoj križni tloris in je služila kot vhodna dvorana v kompleks palače. Štukaturni okraski, ki krasijo dvorano, odražajo tudi perzijske vplive; ozki stebri in oboki z vzorci (kar je bilo mogoče najti tudi v palači Qasr Al-Kharanah) in rastlinske okraske, ki so geometrijsko razporejeni ali obdajajo drevesna debla (npr. rozete, palmete).
- devet neodvisnih zgradb, ki predstavljajo osrednji del palače in ležijo večinoma v ruševinah, vendar so njihovi temelji jasno vidni.

Sprejemna dvorana je ena najbolj znanih arheoloških zgradb, ne samo v Amanski citadeli, ampak v celotni Jordaniji. Zgradil jo je Abdel-Malik Ibn Marvan in je v njej  lahko srečal svoje odposlance in vojskovodje. Leta 1998 je bila dvorana pokrita s sodobno leseno kupolo, da se je konstrukcija lažje uporabljala za sodobne kulturne prireditve.
Leta 749 je močan potres uničil številne zgradbe. Približno leto kasneje so Abasidi strmoglavili Omajade in prenovili in razdelili bivalne enote na manjše prostore z uporabo bolj grobih zidov.
- Rekonstruirana kupola monumentalnih vrat
- Notranjost monumentalnega vhoda